# Pap d'Arménie
Pap d'Arménie (Պապ, en arménien) est un roi d’Arménie de la dynastie des Arsacides, ayant régné de 369 à 374 de l'ère commune. Pap est le fils du roi Arshak II et de la reine Pharantzem.

## Biographie
Après la capture de son père par les Perses, Pap se réfugi chez les Romains qui lui assignent Néocésarée du Pont comme résidence. Une députation conduite par Cylax et Artaban, et par Mouchel, le fils de Vasak Mamikonian, qui est écorché vif par les Perses au « château de l’Oubli », vient demander au coempereur Valens, responsable de l’Orient, de rétablir Pap en Arménie.
Valens accepte et charge le général Terentius, qui interviendra également en Ibérie pour le compte du candidat romain au trône, Sauromace, de reconduire Pap en Arménie sans toutefois l’appuyer par un corps d’armée romain afin de ne pas envenimer les relations avec la Perse. Mouchel Mamikonian est nommé sparapet (commandant en chef) à la place de son défunt père. Pap obtient enfin la reconnaissance du patriarche Nersès Ier le Grand,.
À la tête de l’armée arménienne, Mouchel Mamikonian conduit une offensive victorieuse contre les Perses et exécute plusieurs grands seigneurs prisonniers pour venger son père. Il remporte ensuite une seconde victoire contre les forces iraniennes et leurs auxiliaires aghouans, mais il épargne toutefois le roi de ces derniers, nommé Ournaîr, et renvoie chevaleresquement à Sapor II les nobles dames persanes tombées aux mains des Arméniens.
Le roi Pap, qui a été voué à sa naissance par sa mère aux Devs (génies malfaisants), s’adonne à la débauche et à la luxure, et subit rapidement les réprimandes du patriarche Nersès. Pap fait empoisonner ce dernier lors d’un banquet tenu dans la résidence royale le 25 juillet 373,.
Le roi Pap impose Sahak, de la famille d’Albianos, le premier évêque consacré par Grégoire Ier l'Illuminateur, comme nouveau patriarche, et tente ainsi d’opposer le représentant d’une autre dynastie épiscopale à celle fondée par Grégoire Ier. L’archevêque de Césarée saint Basile aurait refusé de reconnaître cette nomination. Pap remet en cause les réformes mises en place par Nersès et décide de rompre l’alliance avec les Romains. Il n'aurait pas hésité à réclamer la restitution des villes de Césarée et d’Édesse sous le prétexte qu'elles ont été fondées par des Arméniens.
Convoqué par Valens à Tarse, en Cilicie, Pap réussit à s’enfuir mais il est attiré pour un festin au camp romain de Khou, au Bagrévand, sous prétexte de négociations, et il est tué, ainsi que Gnel, seigneur d’Antzévatziq, qui tente de s’interposer, par les soldats de Trajan, le commandant des troupes romaines. 
Alors que les écrivains arméniens comme Fauste de Byzance et Moïse de Khorène considèrent que la mort de Pap est un juste châtiment du ciel pour l’empoisonnement de Nersès Ier, l’historien romain contemporain Ammien Marcellin condamne ce meurtre comme contraire aux intérêts de Rome.

## Famille
Le roi Pap épouse Zarmandoukht, d'origine inconnue. De cette union sont issus :
- Arsace III,
- Valarchak.